# Kwame Gyekye
Kwame Gyekye (10. november 1939, Kumasi – 13. april 2019, Akra) je bil priznan ganski filozof, ki je igral zelo pomembno vlogo, ne samo pri širjenju poznavanja filozofije na afriških tleh, ampak tudi pri samemu razvoju moderne filozofije, ki je poznana še danes. Kot profesor je učil filozofijo na mnogih pomembnih šolah in univerzah, ena najprestižnejših je vsekakor ganska univerza.   

## Zgodnje življenje in šolanje
V času študija se je najprej izobraževal na ganski univerzi, kasneje pa na univerzi Harvard, ki je še danes ena najprestižnejših univerz na svetu in tam prejel dve štipendiji. Tam je Kwame Gyekye tudi doktoriral iz filozofije, zato je bil v domovini še toliko bolj cenjen in spoštovan, saj za običajnega državljana Gane ni bilo ravno značilno, da študira v ZDA. Kot profesor se je od začetka zaposlil na ganski univerzi v Akri in je tam deloval vse do svoje upokojitve. Ni bil samo nadarjen  za filozofijo, poučeval je tudi veliko drugih tujih jezikov kot so: latinščina, grščina, francoščina, arabščina, perzijščina in nemščina. 

## Filozofska prepričanja
Kot filozof zagovarja predvsem stališče, da je v afriški skupnosti osebnost in duša posameznika najvišja moralna identiteta, katero so Afričani znali predstaviti v obliki posebnega plesa. Navedeno teorijo je izpopolnjeval skozi vse svoje življenje, velikokrat pa se je zanesel tudi na druge znane afriške filozofe in na politične ter znane osebnosti, ki so kovale takratno afriško družbo. Religija je zaznamovala velik del njegovega življenja, saj je v svojih delih velikokrat omenjal Boga in ga prikazoval kot najvišjo in najbolj mogočno silo na svetu. Gyekye je izjavil: »Vsi ljudje so Božji otroci, nihče ni otrok zemlje.« S povedano trditvijo je želel utemeljiti pomen posameznika na svetu. Vsak izmed nas je poslan od Boga in ima na Zemlji svoje mesto in dolžnost. Njegovo poudarjanje religije je pomembno prispevalo k takratni družbi. Zagovarjal je vrednost ljudi, da človek ni obravnavan kot materialna dobrina vendar kot nekaj izjemnega, kar ni možno kupiti.                                                                                                                                                     
Gyekye izpostavlja tudi problem nesprejetosti vseh posameznikov v družbi. Trdi namreč, da je vsak posameznik popoln ne glede na njegovo osebnost in resničnost. Njegova znana trditev, ki naj bi opisovala vsako današnjo družbo, se glasi: »Ko se človek spusti iz nebes, se rodi in pride v človeško družbo.«, katera v njegovi teoriji predstavlja neke vrste pekel. Filozof je s to kontroverzno trditvijo hotel povedati, da se mora vsak človek že od rojstva prilagajati na okolje v katerem se znajde in da je naše mesto na Zemlji odvisno samo in izključno od tega, kako se posameznik prilagodi na določeno okolje. To okolje predstavlja družba, ki je v očeh avtorja na eni strani pomembna za njegov razvoj, na drugi strani pa lahko predstavlja velik problem.  
Kwame Gyekye poveličuje svoje ljudi tako, da jih izpostavi kot skupaj povezano verigo, katere povezava je prisotna tako v življenju kot v smrti, oziroma v slabih in dobrih trenutkih. Čeprav je Gyekye preminil  leta 2019, se še danes po celotnem Afriškem kontinentu oznanja njegova dela in izjave, ki so pomembno vplivale na tamkajšnji razvoj filozofije in družbe na splošno.   

## Seznam del
- Arabic logic: Ibn al-Tayyib on Porphyry's Eisagoge (1979)
- An essay on African philosophical thought: The Akan Conceptual Scheme (1987)
- The unexamined life: Philosophy and the African Experience (1988)
- Person and Community: Ghanaian Philosophical Studies (Cultural Heritage and Contemporary Change Series II) (1992)
- African Cultural Values: An Introduction (1996)
- Tradition and Modernity: Philosophical Reflections on the African Experience (1997)
- African Cultural Values: An Introduction for Senior secondary school (1998)
- Beyond Cultures: Perceiving a Common Humanity (2000)
- Social studies for West African senior school certificate: A four-year course (2008)
- Philosophy Culture and Vision: African Perspectives. Selected Essays (2013)
- We the People and the Politics of Inclusion (2017)

## Opis del

#### Arabic logic: Ibn al-Tayyib on Porphyry's Eisagoge
Najzgodnejše delo Gyekyeja je Arabic logic: Ibn al-Tayyib on Porphyry's Eisagoge (Arabska logika: Ibn al-Tayyib o Porfirijevi Eisagogi). Gyekye je s prevodom, podrobnimi razlagami in analizo besedila komentarja tega filozofa iz 11. stoletja k Eisagogi, delu, ki samo temelji na Aristotelovih Kategorijah in Metafiziki, pojasnil arabsko povezavo med grško in latinsko tradicijo.   

#### An essay on African philosophical thought: The Akan Conceptual Scheme
Naslednje delo je An essay on African philosophical thought: The Akan Conceptual Scheme (Esej o afriški filozofski misli: Akanska konceptualna shema). To delo opredeljuje glavna načela posebne afriške filozofije in zavrača idejo, da je afriška filozofija sestavljena zgolj iz del Afričanov, ki pišejo o filozofiji. Trdi, da so za razvoj izrazito afriške filozofije potrebne kritične analize posebnih tradicionalnih afriških načinov mišljenja.   

#### The unexamined life: Philosophy and the African Experience
Naslednje knjiga je The unexamined life: Philosophy and the African Experience (Neizkušeno življenje: Filozofija in afriška izkušnja). Avtor v delu trdi, da so izzivi, s katerimi se sooča afriška družba, posledica pripravljenosti Afričanov, da zavržejo svojo kulturo in sprejmejo kulturo druge skupine, ne da bi kritično preučili svoje »kulturne in zgodovinske izkušnje«.   

#### Person and Community: Ghanaian Philosophical Studies (Cultural Heritage and Contemporary Change Series II)
V delu Person and Community: Ghanaian Philosophical Studies (Cultural Heritage and Contemporary Change Series II) (Oseba in skupnost: Ganske filozofske študije (Kulturna dediščina in sodobne spremembe serija II)) Gyekye izpodbija stališče, da v afriški družbi skupnost posamezniku podeljuje osebnost in da je zato posameznikova identiteta zgolj izpeljanka skupnosti.   

#### African Cultural Values: An Introduction
Knjiga African Cultural Values: An Introduction (Afriške kulturne vrednote: Uvod) ponuja logično, jasno in živahno razpravo o osnovnih vrednotah in filozofskih predpostavkah, katere temeljijo na tradicionalni afriški religiji, družbeni instituciji in kulturni praksi. Dve leti po izidu knjige je bil izdan tudi učbenik za višjo srednjo šolo na podlagi knjige African Cultural Values. Leta 2008 je bil izdan še učbenik za  družboslovje za zahodnoafriško višjo šolo.   

#### Tradition and Modernity: Philosophical Reflections on the African Experience
Delo Tradition and Modernity: Philosophical Reflections on the African Experience (Tradicija in sodobnost: Filozofski razmislek o afriški izkušnji). Kwame Gyekye preučuje post kolonialno afriško izkušnjo z vidika, ki je dovzeten s strani tradicionalnih afriških kultur ter zahodne politične in moralne teorije.   

#### Beyond Cultures: Perceiving a Common Humanity
Beyond Cultures: Perceiving a Common Humanity (Onkraj kultur: Zaznavanje skupnega človeštva). Delo govori o preteklosti sveta, kako so različne kulture živele ločeno, v primerjavi z današnjim časom, ko elektronski mediji omogočajo, da so vsi kraji medsebojno povezani in ozaveščeni z dogodki po svetu. Njegov najbolj znan nauk iz tega dela se glasi: »Prišli smo v zelo kratkem času, da bi ustvarili en svet, in to dejstvo zdaj oblikuje življenja vseh«. 

#### Philosophy Culture and Vision: African Perspectives. Selected Essays
Philosophy Culture and Vision: African Perspectives. Selected Essays (Filozofija Kultura in vizija: Afriške perspektive. Izbrani eseji). Znotraj knjige je avtorjeva vizija predvsem ta, da je intelektualna dejavnost, imenovana filozofija, v bistvu del kulturne in zgodovinske izkušnje nekega ljudstva in da pojmi in problemi, ki so predmet pozornosti filozofov, običajno izhajajo neposredno iz teh prostorov in časov. Filozofija je bila ključni temelj razvoja človeških kultur, zato v knjigi le tej posveča največ pozornosti. 

#### We the People and the Politics of Inclusion
V svojem zadnjem delu z naslovom We the People and the Politics of Inclusion (Mi, ljudje in politika vključevanja) govori o političnemu sistem, ki mora vsebovati in upoštevati mnenja ljudstva, saj brez njega ne more uspešno delovati. Trdi namreč, da oblast izhaja iz ljudstva in da bi moralo ravno ljudstvo biti tisto, ki odloča o življenju v neki družbi.   

## Nagrade in priznanja
Kwame Gyekye je prejel več nagrad, med drugim štipendijo J. E. K. Aggreyja sklada Phelps-Stokes iz New Yorka, štipendijo fundacije Edward W. Hazen iz New Haven v Connecticutu (ZDA) za podiplomski študij na šoli Harvard (1964-1967) ter štipendijo Afroameriškega inštituta za dokončanje diplomskega dela na šoli Harvard (1967-1969). Decembra 2017 je Gyekye prejel tudi nagrado Kwame Nkrumah African Genius Award za filozofijo.